# Journal of Polymer Science Part B: Polymer Physics
Journal of Polymer Science Part B: Polymer Physics (abrégé en J. Polym. Sci. Pol. Phys.) est une revue scientifique à comité de lecture. Ce bimensuel publie des articles de recherches originales sur tous les aspects de la physique des polymères.
D'après le Journal Citation Reports, le facteur d'impact de ce journal était de 2,221 en 2012. Actuellement, la direction de publication est assurée par un panel d'experts internationaux.

## Histoire
Le journal est fondé en 1946 par Paul M. Doty, Herman F. Mark et C. C. Price sous le titre Journal of Polymer Science. Au cours de son histoire, le journal a changé plusieurs fois de nom:
- Journal of Polymer Science, 1946-1962  (ISSN 0022-3832)
- Journal of Polymer Science Part A: General Papers, 1963-1965  (ISSN 0449-2951)
- Journal of Polymer Science Part A-2: Polymer Physics, 1966-1972  (ISSN 0449-2978)
- Journal of Polymer Science: Polymer Physics Edition, 1972-1985  (ISSN 0098-1273)
- Journal of Polymer Science Part B: Polymer Physics, 1986-en cours  (ISSN 0887-6266)

En parallèle s'est développé la série concernant la chimie des polymères :
- Journal of Polymer Science Part A: Polymer Chemistry